# Piotr Koseda
Piotr Koseda (ur. 29 kwietnia 1985 w Gdańsku) – polski hokeista. 

## Kariera
- Stoczniowiec Gdańsk – drużyny młodzieżowe (do 2003)
- SMS II Sosnowiec (2003-2004)
- HC Ostrava U20 (2004-2005)
- TKH Toruń (2005-2010)
- Ciarko KH Sanok (2010-2011)
- Nesta Toruń (2011-2013)
- Nes IK (2013-2015)

Wychowanek klubu Stoczniowca Gdańsk. Absolwent NLO SMS PZHL Sosnowiec z 2004. Dwudziestoośmiokrotny reprezentant Polski seniorów w hokeju na lodzie. W trakcie kariery określany pseudonimem Kosa.

## Sukcesy
Reprezentacyjne
- Awans do mistrzostw świata do lat 18 Dywizji I: 2002
- Awans do mistrzostw świata do lat 20 Dywizji I Grupy A: 2004

Klubowe
- Puchar Polski: 2005 z TKH Toruń i 2010 z Ciarko KH Sanok